# 苏子龙
苏子龙（1941年—），笔名辛沂，江苏新沂人，中华人民共和国传媒人物，中国电视艺术家协会原副主席，江苏省文学艺术界联合会原副主席。